# Nymphalis cyanomelas
Nymphalis cyanomelas — дневная бабочка из семейства Нимфалид. 

## Описание
Основной фон верхней стороны крыльев — чёрный с иссиня-чёрным и синим напылением. Внешний край крыльев волнистый, передние крылья с зубцом за апексом, задние крылья — с зубчиками в последней трети. Задний край переднего крыла прямой. Крылья на нижней стороне с рисунком из бурых оттенков, имитирующих кору дерева, иногда с четким белым значком или с желтоватой точкой на наружной границе центральной ячейки.

## Ареал
Распространён в Северной Америке — от Мексики до Сальвадора.